# 박준규 (1926년)
박준규(朴俊圭, 1926년 9월 2일~1984년 4월 29일)는 대한민국의 정치인이다. 대한민국의 제10대 국회의원을 역임했다.

## 경력
경기공립중학교와 서울대학교 문리대 정치학과를 졸업한 뒤 하버드 대학교 객원교수, 서울대학교 문리대ㆍ사회대 외교학과 교수, UN총회한국대표, 한국국제정치학회회장, 남북적십자회 담자문위원, 문교부교수자격심사위원을 지냈다.
1984년 4월 29일 오후 4시에 자택인 서울특별시의 집에서 지병에 의해 사망했다.

## 역대 선거 결과
|  | 0% |

|  | 13.3% |